# Episodi de Ai confini dell'aldilà
La prima e unica stagione della serie televisiva Ai confini dell'aldilà, composta da 20 episodi è stata trasmessa in prima visione dal 10 ottobre 1990 al 6 aprile 1991. Invece in Italia viene trasmessa dal 10 ottobre al 12 dicembre 1991 su Italia 1.
| nº | Titolo originale                         | Titolo italiano                        | Prima TV USA     | Prima TV Italia  |
| 1  | Rest in Peace                            | Riposa in pace                         | 10 ottobre 1990  | 10 ottobre 1991  |
| 2  | The Wrong Man                            | L'uomo ombra                           | 17 ottobre 1990  | 10 ottobre 1991  |
| 3  | Cooper's Coroner                         | L'autopsia di Cooper                   | 24 ottobre 1990  | 17 ottobre 1991  |
| 4  | Concrete Evidence                        | Prove concrete                         | 31 ottobre 1990  | 17 ottobre 1991  |
| 5  | Big Brother is Watching                  | Qualcuno ci guarda                     | 7 novembre 1990  | 24 ottobre 1991  |
| 6  | Pointers from Paz                        | Puntatori di morte                     | 14 novembre 1990 | 24 ottobre 1991  |
| 7  | Where There's No Will There's a Weigh In | Dove c'é volontà c'è un peso           | 21 novembre 1990 | 31 ottobre 1991  |
| 8  | The Teacher from Hell                    | Il maestro dell'inferno                | 28 novembre 1990 | 31 ottobre 1991  |
| 9  | Some Like It Cold                        | A qualcuno piace freddo                | 5 dicembre 1990  | 7 novembre 1991  |
| 10 | Dreams                                   | Sogni                                  | 12 dicembre 1990 | 7 novembre 1991  |
| 11 | Dead Dogs Tell No Tales                  | I morti non raccontano storie          | 8 gennaio 1991   | 14 novembre 1991 |
| 12 | Send Up the Clowns                       | Mandiamo i pagliacci                   | 15 gennaio 1991  | 14 novembre 1991 |
| 13 | Last Laugh                               | Ultima risata                          | 22 gennaio 1991  | 21 novembre 1991 |
| 14 | Burial Ground                            | Cimitero                               | 29 gennaio 1991  | 21 novembre 1991 |
| 15 | Cross the Center Line                    | Attraversare la linea centrale         | 5 febbraio 1991  | 28 novembre 1991 |
| 16 | Til Death Do Us Part                     | Finché morte non ci separi             | 9 febbraio 1991  | 28 novembre 1991 |
| 17 | Ten Little Thespians                     | Dieci piccoli attori                   | 16 febbraio 1991 | 5 dicembre 1991  |
| 18 | The Really Big Sleep                     | Il sonno davvero grande                | 23 febbraio 1991 | 5 dicembre 1991  |
| 19 | Line of Fire                             | Linea di fuoco (prima e seconda parte) | 30 marzo 1991    | 12 dicembre 1991 |
| 20 | Line of Fire                             | Linea di fuoco (prima e seconda parte) | 6 aprile 1991    | 12 dicembre 1991 |

## Riposa in pace
- Titolo originale: Rest in Peace
- Diretto da: Bob Sweeney
- Scritto da: William Bleich

### Trama
Un astronauta morto contatta il detective Michael Burton, in coma dopo essere stato ferito da un'arma da fuoco.

## L'uomo ombra
- Titolo originale: The Wrong Man
- Diretto da: Jack Shea
- Scritto da: Bill Taub

### Trama
Un ladro deceduto si sente in colpa per aver mandato un uomo nel braccio della morte, e contatta Michael per risolvere la situazione.

## L'autopsia di Cooper
- Titolo originale: Cooper's Coroner
- Diretto da: Jim Johnston
- Scritto da: Jim Brecher

### Trama
Un annunciatore di baseball ha incastrato un ex rivale per gioco d'azzardo e vuole fare pace con suo figlio adulto, chiedendo aiuto a Michael.

## Prove concrete
- Titolo originale: Concrete Evidence
- Diretto da: Nancy Malone
- Scritto da: Ed Scharlach

### Trama
Michael è stato contattato da un fantasma di un leader sindacale per trovare il suo cadavere scomparso.

## Qualcuno sta guardando
- Titolo originale: Big Brother is Watching
- Diretto da: Nancy Malone
- Scritto da: Brenda Lilly, Renée Palyo e Bruce Foster

### Trama
Un ventriloquo ucciso torna per indicare il suo assassino grazie a Michael.

## Puntatori di morte
- Titolo originale: Pointing from Paz
- Diretto da: David Jackson
- Scritto da: Jerry Stahl e Bruce Cervi

### Trama
Un detective ucciso vuole aiuto a Michael per trovare l'ufficiale di polizia che lo aveva incastrato per corruzione.